# Anthem (группа)
Anthem — метал-группа из Японии, основанная в 1981 году в Токио. Группа играет традиционный хэви-метал и, наряду с Loudness, является одной из первых групп этого жанра в Японии.

## История
Группа была основана басистом Наото Сибато в 1981 году. После нескольких изменений в составе участников группы, к середине 80-х сформировался «золотой состав», который включал вокалиста Эйдзо Сакамото, гитариста Хироя Фукуда и барабанщика Такамаса Оучи. В таком составе Anthem записали и выпустили в 1985 году свой дебютный одноименный альбом. В том же году был выпущен EP «Ready to Ride». В 1986 году вышел второй альбом «Tightrope», а в 1987 третий — «Bound to Break» и концертный альбом «The Show Carries On».
В 1988 году группу покинул Эйдзо Сакамото и его место занял вокалист Юкио Морикава, с которым группа записала в 1988 году альбом «Gypsy Ways», в 1989 — «Hunting Time» и в 1992 — «Domestic Booty». В 1992 году группа прекратила своё существование.
В 2000 году Сибато и Оучи восстановили группу и выпустили альбом «Heavy Metal Anthem». В качестве гитариста вернулся игравший в группе с 1991 года Акио Симузу, а место вокалиста занял британский музыкант Грэм Боннэт, известный своим участием в Rainbow, Michael Schenker Group и Alcatrazz. Боннета вскоре сменил вернувшийся в группу Эйдзо Сакамото.
В феврале 2014 года Сакомото вновь покинул группу, чтобы заняться сольным творчеством. На место Сакамото вернулся уже певший с 1988 по 1992 в группе вокалист Юкио Морикава. В обновленном составе группа выпустила в 2014 году альбом "Absolute World".

## Состав

### Текущий состав
- Yukio Morikawa - вокал (1988-1992, 2014–настоящее время)
- Akio Shimizu - гитара (1991-1992, 2000–настоящее время)
- Naoto Shibata - бас-гитара (1981-1992, 2000–настоящее время)
- Isamu Tamaru - ударные (2012–настоящее время)

### Бывшие участники
- Takamasa Ohuchi - ударные(1981-1992, 2000)
- Hiroya Fukuda - гитара (1983-1990)
- Akifumi Koyanagi -гитара (1981-1983)
- Hideaki Nakama - гитара (1990-1991)
- Eizo Sakamoto - вокал (1984-1988, 2000-2014)
- Toshihito Maeda - вокал (1981-1984)
- Graham Bonnet - вокал (2000)
- Hirotsugu Homma - ударные (2000-2013)

## Дискография

### Студийные альбомы
- 1985 — Anthem
- 1985 — Ready to Ride EP
- 1986 — Tightrope
- 1987 — Bound to break
- 1988 — Gypsy ways
- 1989 — Hunting time
- 1990 — No Smoke Without Fire
- 1992 — Domestic Booty
- 2000 — Heavy Metal Anthem
- 2001 — Seven Hills
- 2002 — Overload
- 2004 — Eternal Warrior
- 2006 — Immortal
- 2008 — Black Empire
- 2011 — Heraldic Device
- 2012 — Burning Oath
- 2014 — Absolute World
- 2017 — Engraved
- 2019 — Nucleus

### Концертные альбомы
- 1987 — The Show Carries On!
- 1992 — Last Anthem
- 2003 — Live' Melt Down
- 2005 — The Show Carries On! — Complete Version
- 2005 — Prologue Live Boxx

### Компиляции
- 1990 — Best 1981—1990
- 1992 — Best II 1981—1992
- 1998 — The Very Best of Anthem
- 2001 — Anthem Ways
- 2005 — Official Bootleg (CD-Version)
- 2005 — Official Bootleg (Boxed set)

### Видео
- 1987 — The Show Carries On
- 2001 — Back Then
- 2003 — Live' Melt Down: The Show Still Carries On
- 2005 — Anthem 20th Anniversary Tour 2005

### Синглы
- 1986 — Xanadu
- 2000 — Gypsy Ways (Win, Lose or Draw)
- 2001 — Grieve of Heart
- 2002 — The Voices
- 2004 — Onslaught
- 2006 — Immortal Bind